# Distretto di Uspen
Il distretto di Uspen (in kazako: Успен  ауданы) è un distretto (audan) del Kazakistan con  capoluogo Uspenka.